# West End (teatr)

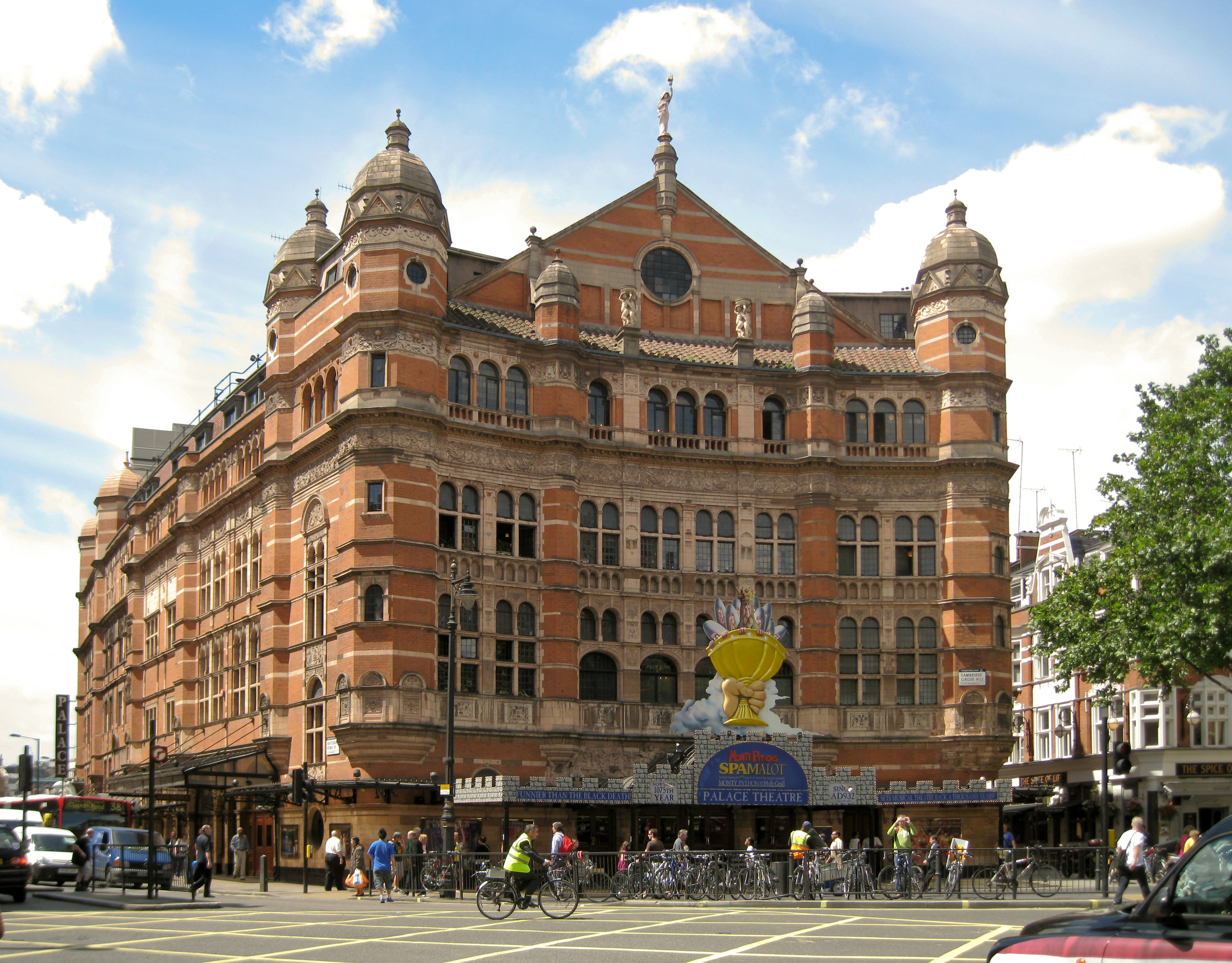
Londyński Palace Theatre (2008)

West End – popularne określenie grupy teatrów ulokowanych w centralnym Londynie, w okolicy o tej samej nazwie, o łącznej rocznej liczbie widzów przekraczającej 13 milionów osób. Teatry West Endu uważane są powszechnie za mekkę i najbardziej lukratywną, z ekonomicznego punktu widzenia, część brytyjskiego teatru komercyjnego. W świecie brytyjskiej kultury pojęcie to ma znaczenie analogiczne jak nowojorski Broadway w USA.  

## Lokalizacja

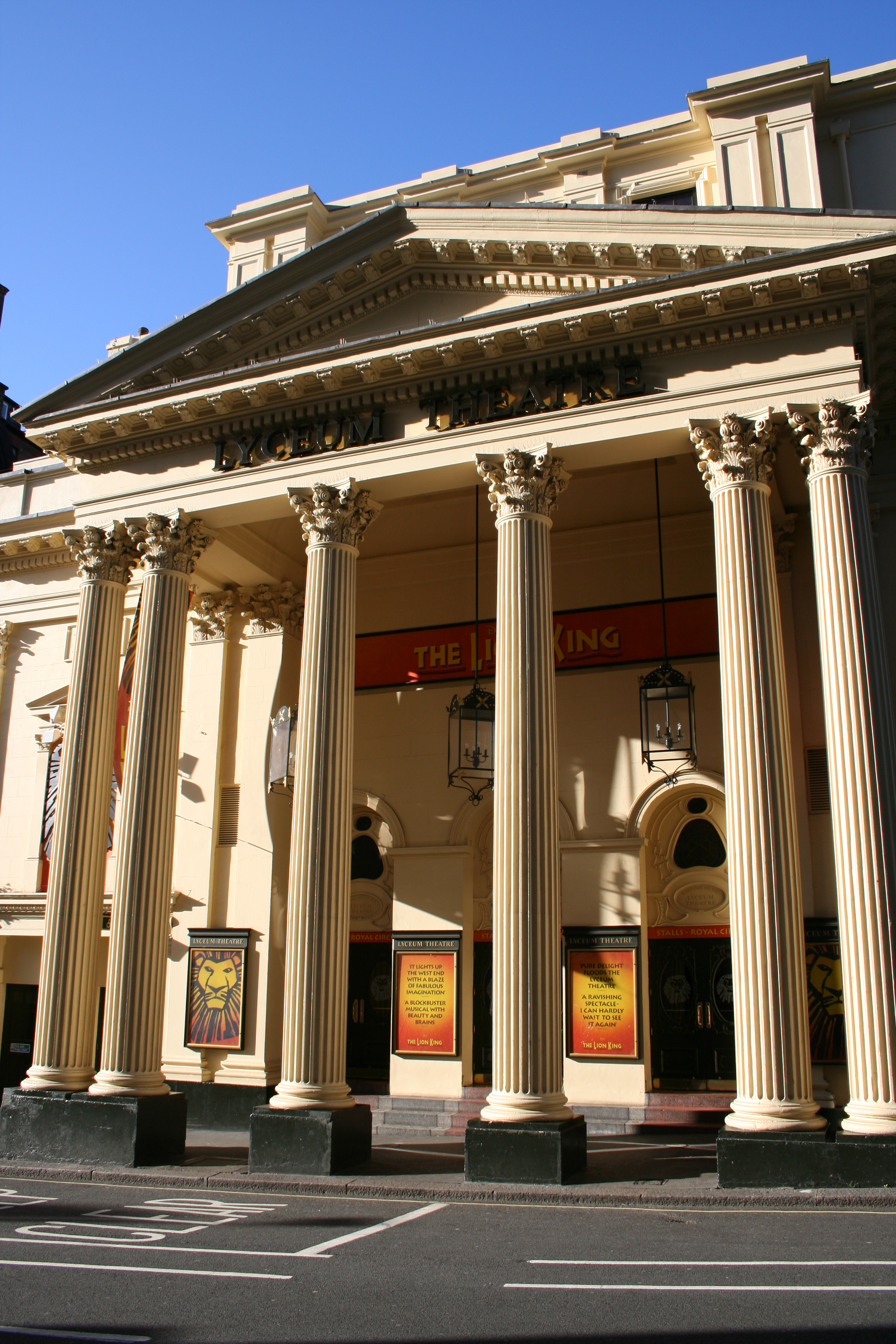
Lyceum Theatre, w którym grany jest musical Król lew

Pierwszy teatr w tym rejonie, Theatre Royal, powstał tu w roku 1663. Obecnie około czterdziestu teatrów znajduje się w rejonie ograniczonym ulicami:
- Strand – od południa
- Oxford Street – od północy
- Regent Street – z zachodu
- Kingsway – od wschodu

Najwięcej teatrów znajduje się przy ulicach:
- Drury Lane,
- Shaftesbury Avenue
- Strand

## Charakterystyka
W repertuarze dominują głównie lżejsze formy teatralne, jak musicale, komedie i farsy.
Większość teatrów powstało w epoce wiktoriańskiej oraz następującej po niej edwardiańskiej. Są własnością prywatną. Ponieważ w większości są zabytkami, proces ich dostosowania do współczesnych wymagań bezpieczeństwa, wygody widzów (toalety, miejsca dla niepełnosprawnych, bary) jest kosztowny i skomplikowany. W roku 2004 był szacowany na kwotę 250 milionów funtów.
Siedem teatrów West Endu jest zarządzane przez Really Useful Group, spółkę której jedynym udziałowcem jest kompozytor Andrew Lloyd Webber. Drugim dużym zarządcą teatrów jest spółka Delfont Mackintosh (będąca własnością producenta Camerona Mackintosha), która zarządza również siedmioma teatrami.

## Rekordy West Endu
Długość grania przedstawień nie zależy wyłącznie od sprzedaży biletów (przy czym musicale są zwykle dłużej grane niż przedstawienia dramatyczne). Na West Endzie zostało ustanowione większość rekordów frekwencyjnych w historii teatru, m.in.:

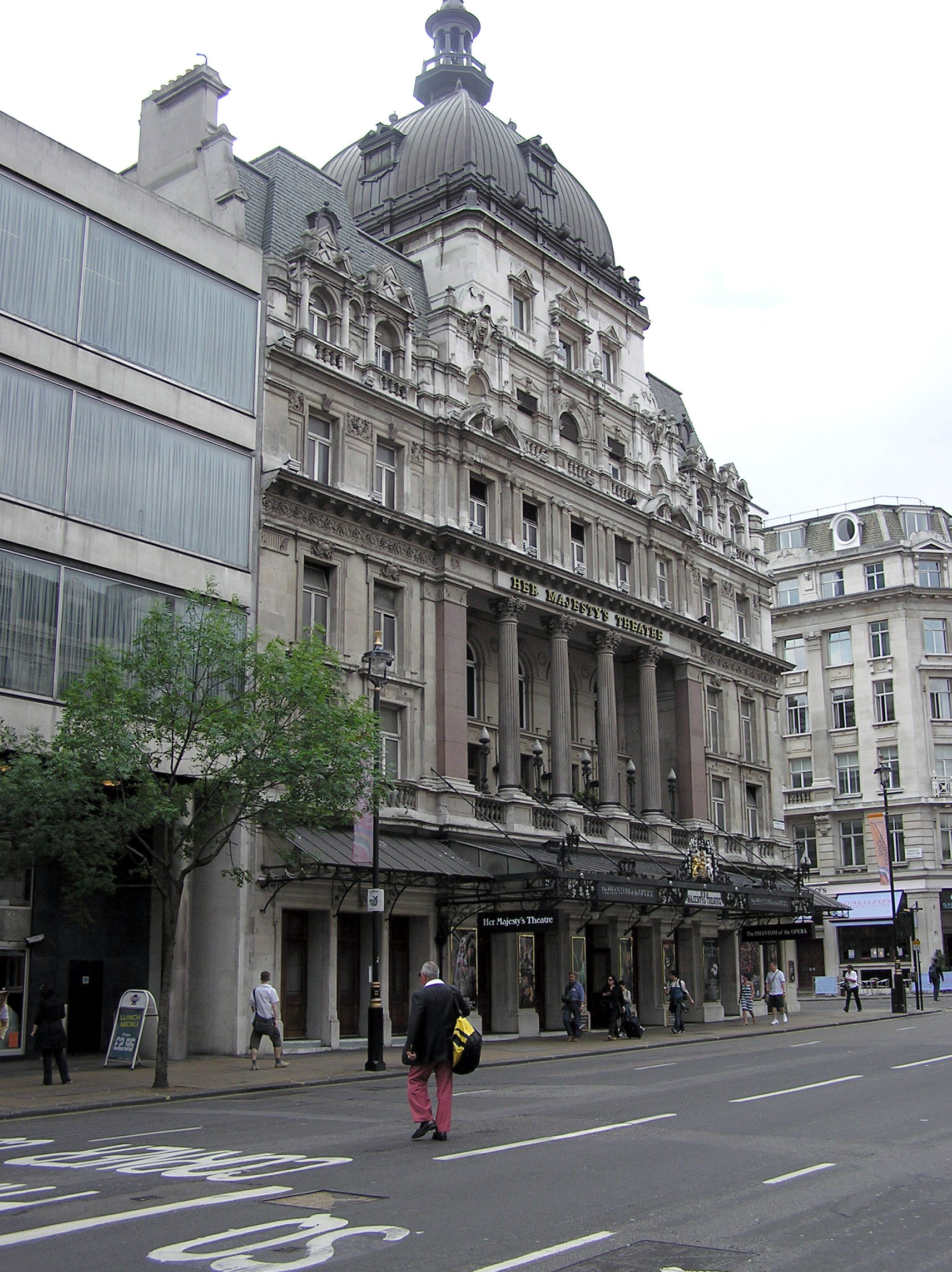
Her Majesty’s Theatre – tu wystawiany jest Upiór w Operze

- Pułapka na myszy Agathy Christie w St Martin’s Theatre – premiera 25 października 1952 (nadal w repertuarze) jest najdłużej  graną nieprzerwanie sztuką w historii[5]
- Les Misérables w Queen’s Theatre – premiera 8 października 1985 (pierwotnie w Barbican Theatre, nadal w repertuarze) jest najdłużej nieprzerwanie granym przedstawieniem musicalowym
- Upiór w operze w Her Majesty’s Theatre – premiera 9 października 1986[6] (nadal w repertuarze) jest najdłużej nieprzerwanie granym przedstawieniem musicalowym w tym samym teatrze
- Blood Brothers w Phoenix Theatre – premiera 28 lipca 1988 (nadal w repertuarze)[7]
- Cats – premiera 11 maja 1981 w New London Theatre, ostatnie przedstawienie 11 maja 2002 (w 21. rocznicę premiery)

Innymi znanymi z West Endu spektaklami są m.in.:
- Chicago w Cambridge Theatre – premiera 18 października 1997 Adelphi Theatre (nadal w repertuarze)
- Mamma Mia! w Prince of Wales Theatre – premiera 6 kwietnia 1999 (nadal w repertuarze)
- Miss Saigon – premiera 20 września 1989 w Theatre Royal, Drury Lane, ostatnie przedstawienie 30 października 1999[8]
- Król lew w Lyceum Theatre – premiera 19 października 1999, (nadal w repertuarze)
- Avenue Q – premiera 28 czerwca 2006 (obecnie w Wyndhams Theatre), ostatnie przedstawienie 30 października 2010
- We Will Rock You w Dominion Theatre – premiera 14 maja 2002 (nadal w repertuarze)
- Evita – premiera 21 stycznia 1978 w Prince Edward Theatre, ostatnie przedstawienie 8 lutego 1986

W ostatnich latach nasila się tendencja do przerabiania na musicale hitów filmowych. Przykładem takich musicali są m.in.: Król lew, Priscilla, Królowa Pustyni, Lakier do Włosów czy Billy Elliot.

## Lista teatrów
| Teatr                         | Liczba miejsc |
| ----------------------------- | ------------- |
| Adelphi Theatre               | 1500          |
| Aldwych Theatre               | 1200          |
| Ambassadors Theatre           | 330           |
| Apollo Theatre                | 796           |
| Apollo Victoria Theatre       | 2208          |
| Arts Theatre                  | 350           |
| Cambridge Theatre             | 1231          |
| Coliseum Theatre              | 2358          |
| Comedy Theatre                | 796           |
| Criterion Theatre             | 588           |
| Dominion Theatre              | 2163          |
| Duchess Theatre               | 479           |
| Duke of York’s Theatre        | 640           |
| Fortune Theatre               | 432           |
| Garrick Theatre               | 656           |
| Gielgud Theatre               | 937           |
| Her Majesty’s Theatre         | 1216          |
| London Palladium              | 2286          |
| Lyceum Theatre                | 2100          |
| Lyric Theatre                 | 967           |
| New London Theatre            | 1100          |
| Noël Coward Theatre           | 872           |
| Novello Theatre               | 1050          |
| Palace Theatre                | 1400          |
| Piccadilly Theatre            | 1232          |
| Phoenix Theatre               | 1012          |
| Playhouse Theatre             | 786           |
| Prince Edward Theatre         | 1618          |
| Prince of Wales Theatre       | 1160          |
| Queen’s Theatre               | 989           |
| Royal Opera House             | 2262          |
| Savoy Theatre                 | 1150          |
| Shaftesbury Theatre           | 1400          |
| St Martin’s Theatre           | 550           |
| Haymarket Theatre             | 888           |
| Theatre Royal przy Drury Lane | 2196          |
| Trafalgar Studios 1           | 380           |
| Trafalgar Studios 2           | 100           |
| Vaudeville Theatre            | 690           |
| Victoria Palace Theatre       | 1550          |
| Wyndhams Theatre              | 759           |

## Nagrody związane z West Endem
Kilka nagród teatralnych jest związanych bezpośrednio z West Endem. Są to:
- Laurence Olivier Award
- Evening Standard Award – nagroda londyńskiej popołudniówki
- London Critics’ Circle Theatre Award – nagroda londyńskich krytyków teatralnych